# Karczma wawerska
Karczma (austeria) wawerska – zabytkowy budynek znajdujący się w Wawrze (Warszawa), w dzisiejszym kształcie wybudowany w pierwszej połowie XIX w., obecnie mieszczący hotel Zajazd Napoleoński.
Karczma zlokalizowana na skrzyżowaniu ważnych dróg komunikacyjnych, była świadkiem wielu historycznych wydarzeń, z których na czoło wysuwają się pierwsza i druga bitwa pod Wawrem powstania listopadowego. Była też miejscem zbierania się posłów. Najbardziej znana jest jednak z nieudokumentowanych informacji, według których zatrzymał się w niej w 1812 roku Napoleon podczas marszu na Moskwę.
Karczma dała też nazwę powstałej później przy niej kolonii Wawer (obecnie część dzielnicy Wawer).

## Opis zabudowań
Karczma-zajazd w Wawrze to murowany, parterowy budynek.
Jego zasadnicza bryła nie zmieniła się od zbudowania murowanej karczmy w pierwszej połowie XIX wieku. W połowie wieku, już po rozbudowie, w austerii znajdowały się izba szynkowa, 5 pokoików gościnnych, w tym 2 w dobudówce łączącej budynek zajazdu (oberżę) ze stajnią. Oprócz tego w austerii znajdowały się korytarz, skład wódek, kuchnia z kuchnią angielską o 2 fajerkach, 2 blatach i kotle do wody, w jej podłodze drzwi do piwnicy, na podwórzu drwalnia. W pomieszczeniach podłoga z desek półtorówek, jedno lub dwa okna dubeltowe z okuciem (w kuchni bez okucia), w szynku oraz każdym lub prawie każdym pokoiku gościnnym oraz w składzie piec, komin w szynku z szabaśnikiem szybrem.
Na zewnątrz austerii poczwórne okiennice, od strony Warszawy wystawka. Dom był kryty dachówką, nad 3 pokoikami gościnnymi pokryty blachą, korytarz przechodni do stajni gontem, z rynną.
Z austerią połączona był stajnia zajezdna z dwiema podwójnymi bramami i 6 żłobami, oknami oszklonymi bez okucia, kryta gontami.
Niedaleko austerii znajdowała się garkuchnia dla furmanów i uboższej klienteli, między nimi płot, od frontu i garkuchni bariery przed budynkiem, od strony Warszawy pompa z ocembrowaniem.
Przed całą oberżą był położony nowy bruk.
Do austerii należało też pole orne.

## Położenie i otoczenie karczmy

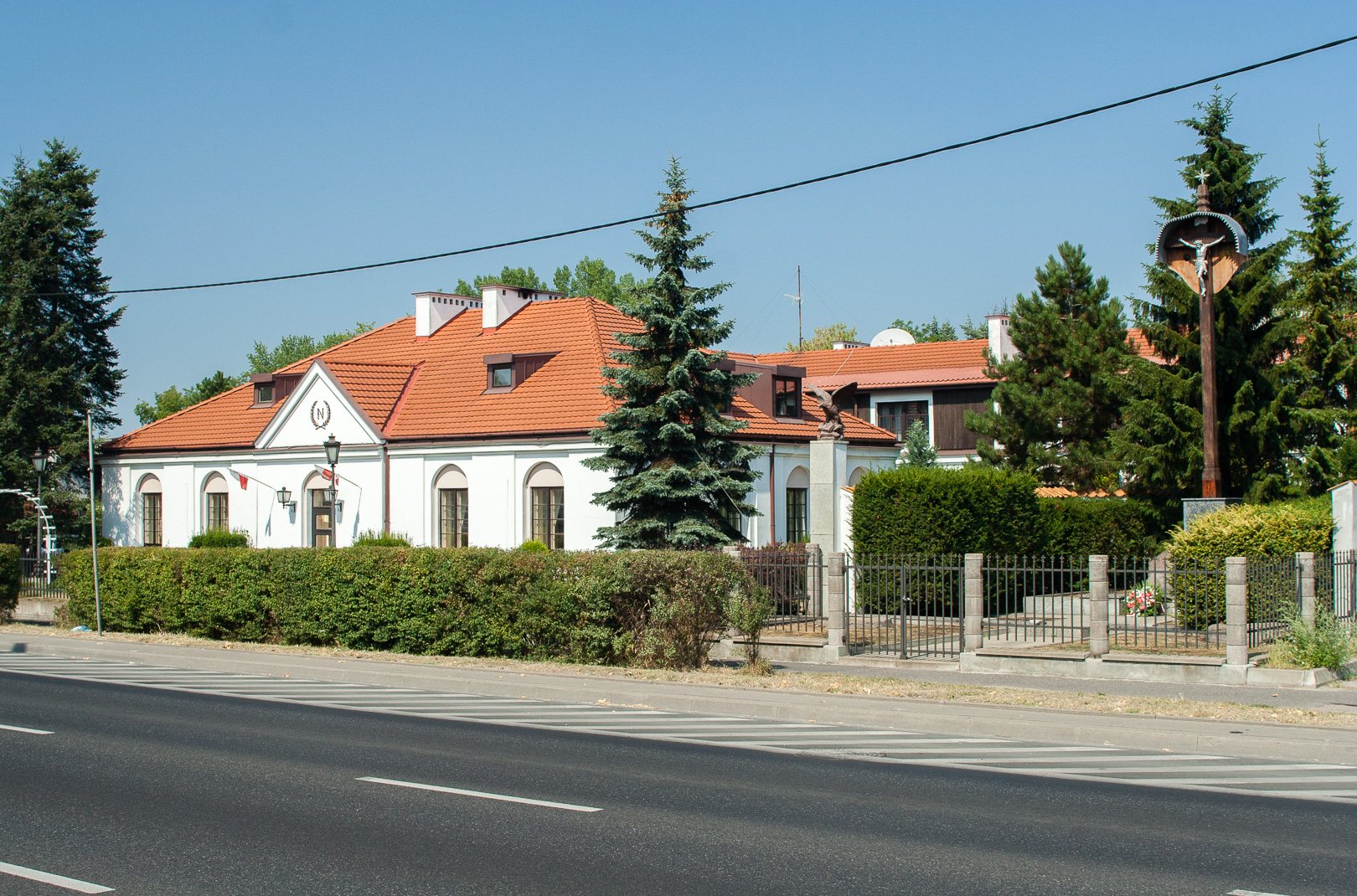
Ulica Płowiecka – karczma i krzyż powstańczy.

Karczma znajduje się na ulicy Płowieckiej 83, tuż jej przy skrzyżowaniu z Traktem Lubelskim. W przeszłości był to zbieg traktów biegnących z Brześcia i Wilna (obecnie Płowiecka) oraz południa Polski i Lublina (Trakt Lubelski) do Warszawy.
Obok karczmy został postawiony w 1919 roku krzyż powstańczy (a pod nim granitowy kamień), upamiętniający poległych żołnierzy pierwszej i drugiej bitwy pod Wawrem powstania listopadowego.

## Pochodzenie nazwy karczma Wawer
Pochodzenie nazwy Wawer jest nieznane. Może ona wywodzić się na przykład od:
- nazwiska pierwszego właściciela[12] lub imienia dzierżawcy[4],
- nazwy ludowej chabra (wawer) porastającego licznie teren[13],
- nazwy terenu pochodzącej od rośliny. „Wawer” jest bowiem zniekształconą formą słowa chabero (chwast, badyle). Jeszcze nawet w XIX wieku używano nazwy „Wawry”, „Wawr” w odniesieniu do osady która wyrosła przy zajeździe, czyli Wawra[4].

Nazwa karczmy dała nazwę późniejszej kolonii Wawer (obecnie część dzielnicy Warszawa-Wawer).

## Historia

### Karczma stara

#### Pierwsze wzmianki o karczmie Wawer i jej zniknięcie
Zajazd-karczma w tym miejscu mogła powstać tutaj nawet już pod koniec XV lub w połowie XVI wieku, podobno jest wspominana w źródłach z czasów potopu szwedzkiego i bitwy pod Warszawą. Również Poliński pisze, że według kronik z tego okresu w olbrzymim borze wawerskim była karczma. Jednak najstarszy dokument pochodzi z 1727 roku. Są to akta nabycia dóbr Zastowa z przyległościami przez Elżbietę z Lubomirskich Sieniawską:

Zastów, Las, Koło, Zbytki, Olendry, łąki część w Zyrzynie i część miasta Pragi pod Warszawą nad Wisłą będącego, tudzież karczmę Wawer nazwaną, ze wszystkimi polami, rolami, lasami, młynami, sadzawkami, rzekami i poddanymi

W ten sposób karczma na ponad dwieście lat trafiła do klucza Dóbr Wilanowskich.
W dokumencie tym po raz pierwszy pojawia się nazwa Wawer. Kolonia Wawer powstała dopiero w 1838, natomiast gmina Wawer w 1866 roku.
Była to najprawdopodobniej budowla drewniana.
Karczma Wawerska była miejscem zbierania się posłów. Było to możliwe dzięki temu, że po Unii Lubelskiej z 1569 roku kiedy to sejmy stałe naznaczono w Warszawie Praga stała się punktem zbiorczym posłów ziemskich litewskich. Według Polińskiego w karczmie odbywały się narady, dokonywano kontraktów.
Karczma przy zbiegu traktu brzeskiego i drogi do Lublina zaznaczona jest na mapach Karola de Perthéesa z 1783 roku i Serrieuriera z 1794 roku, nie ma jej już jednak na mapie rozgraniczenia dóbr skarbowych Gocławia od dóbr prywatnych Zastowa z 1800 r. i na mapie Davida Gilly’ego z 1803 r. Być może została spalona podczas insurekcji kościuszkowskiej, mogła też upaść po III rozbiorze Polski, kiedy to Wawer przecięła szczelnie zamknięta granica pomiędzy Prusami i Austrią i pobliskie ważne drogi utraciły znaczenie. Bardzo możliwe, że karczma ta znajdowała się dokładnie w tym samym miejscu skrzyżowania ważnych szlaków komunikacyjnych, co późniejsza.

#### Ponowne pojawienie się i pożar
Krótka notatka na temat jakiejś karczmy pojawia się ponownie w inwentarzu folwarku zastowskiego z 1803 roku:

Na Wawrze karczma w której Żyd przykłada do Gromady

Lakoniczność informacji w porównaniu do innych danych sugeruje jednak, że karczma (nie wiadomo czy ocalała czy też odbudowana) utraciła swoje znaczenie.
W późniejszym dokumencie „Opisanie ekonomiczne folwarku zastowskiego” obejmującym lata 1806–1814 pojawia się nazwisko dzierżawcy (Józef Gortatowski lub Garlitowski) oraz pewne szczegóły na temat jego rodziny i służby.
Część ogólnodostępnych źródeł powtarza informację, że drewniany budynek karczmy (austerii) wawerskiej został wybudowany w latach 1804–1806 i przyjmuje taką datę jej powstania.
Granica przecinająca Wawer znikła w 1809 roku, wkrótce po utworzeniu Księstwa Warszawskiego, co poprawiło sytuację karczmy.
Według nieudokumentowanych informacji w karczmie zatrzymał się w 1812 roku Napoleon podczas marszu na Moskwę.
W trakcie kampanii karczma spłonęła, być może w związku z klęską armii napoleońskiej 1812 roku. W 1823 roku na terenie karczmy stał tylko podpiwniczony barak z bali, bez komina i pieca, z dwoma oknami.

### Karczma zbudowana na nowo, murowana
W 1823 roku opracowano instrukcję, zgodnie z którą zajazdy między innymi musiały być murowane i pokryte dachówką lub blachą oraz składać się z dwóch odrębnych budynków – domu zajezdnego i stajni.
Taki też był nowo wybudowany przez Zarząd Dóbr Wilanowa zajazd (według niektórych źródeł w latach 1823–1825 lub w 1823 roku), tym razem murowany, którego zasadnicza bryła zachowała się do dziś.
Wkrótce zajazd zwany już austerią znalazł się na obszarze działań zarówno pierwszej, jak i drugiej bitwy pod Wawrem powstania listopadowego w 1831 roku. W lutym i marcu w austerii miały wtedy siedziby operacyjne kolejno sztaby generała Szembeka i generała Prądzyńskiego. A według tradycji starych mieszkańców również kwatera sztabu Naczelnego Wodza gen. Jana Skrzyneckiego. Taka informacja podana jest też w podpisie pod fotografią austerii jednego z cytowanych artykułów. Miało to mieć miejsce podczas drugiej bitwy wawerskiej (czyli 31 marca), a dokładnie między tą bitwą a bitwą pod Dębem Wielkim. Potem już do końca marca mieściły się w niej sztaby rosyjskie.
Ponieważ wojska rosyjskie wykorzystały drewniane elementy z okolicznych osad (w tym zabudowań austerii) jako materiał opałowy, zajazd musiał zostać odbudowany (1832-35). Ponieważ po powstaniu zwiększył się ruch na szosie brzeskiej, budynek zajazdu rozbudowano. W 1837 roku dzierżawca propinacji zastowskiej (w tym karczmy) Franciszek Zurkowski przy pomocy środków Administracji Wilanowskiej połączył też budynek ze stajnią w jedną całość dobudówką.
W 1838 roku Administracja Dóbr Wilanowskich założyła osiedle, nadając mu nazwę taką samą jak karczma, czyli Wawer. Jego mieszkańcy w jakimś stopniu utrzymywali się z obsługi podróżnych i pracy w austerii.
W 1843 roku zostaje wydana Topograficzna Karta Królestwa Polskiego (z datą 1839), na której jest zaznaczona „Karczma Wawer”.
W latach 1848–1867 kolejny dzierżawca propinacji zastowskiej, Teofil Pancer, wybudował duży dom mieszkalny, kuźnię, założył destylarnię wódek i pokrył nawierzchnię przed budynkiem nowym brukiem.
W 1866 administracja carska powołała nową gminę Wawer, a z nią sąd gminny ulokowany w nieistniejącym obecnie budynku zabudowań karczmy.
Potem było jeszcze dwóch dzierżawców propinacji zastowskiej, a od 1868 roku dzierżawcami propinacji, a następnie tylko austerii została rodzina Morantowiczów. Jej kolejny potomek, Konstanty Morantowicz, po I wojnie światowej wykupił budynek karczmy, szynk wydzierżawił Szymonowi Walczakowi, izby gościnne zamienił na mieszkania czynszowe a stajnię przerobił na magazyn. Szynk wtedy zamienił się w restaurację nastawioną na obsługę licznych letników i niedzielnych wycieczkowiczów z Warszawy. Wisiał tam wtedy szyld:

Karczma pod Napoleonem. Koniom woda – ludziom piwo i zgoda

Powodem tych zmian było poderwanie bytu zajazdu w wyniku uruchomienia w 1877 roku Kolei Nadwiślańskiej i zbudowania kolejki wąskotorowej od mostu Kierbedzia przez Wawer ostatecznie aż do Karczewa oraz przeobrażenia społeczno-ekonomiczne po odzyskaniu niepodległości.
W okresie międzywojennym planowano też ulokować na terenie austerii zarząd gminy Wawer, salę widowiskowo-zebraniową, muzeum pamiątek powstańczych. Towarzystwo Przyjaciół Grochowa starało się o uznanie zabytkowego charakteru budynku. Wojskowe Biuro Historyczne zgodziło się, że w karczmie przebywał Szembek i według wszelkiego prawdopodobieństwa Skrzynecki oraz że uznanie karczmy za zabytek jest nader wskazane.
Podczas okupacji hitlerowskiej udało się te plany częściowo zrealizować – powstało tutaj konspiracyjne Muzeum Wawerskie, w którym zgromadzono różne pamiątki, zwłaszcza z okresu powstań listopadowego i styczniowego. Pod koniec II wojny światowej, gdy późnym latem 1944 roku zbliżyła się linia frontu, budynek został ograbiony, potem nawet zginęły lub uległy zniszczeniu ukryte wcześniej eksponaty.

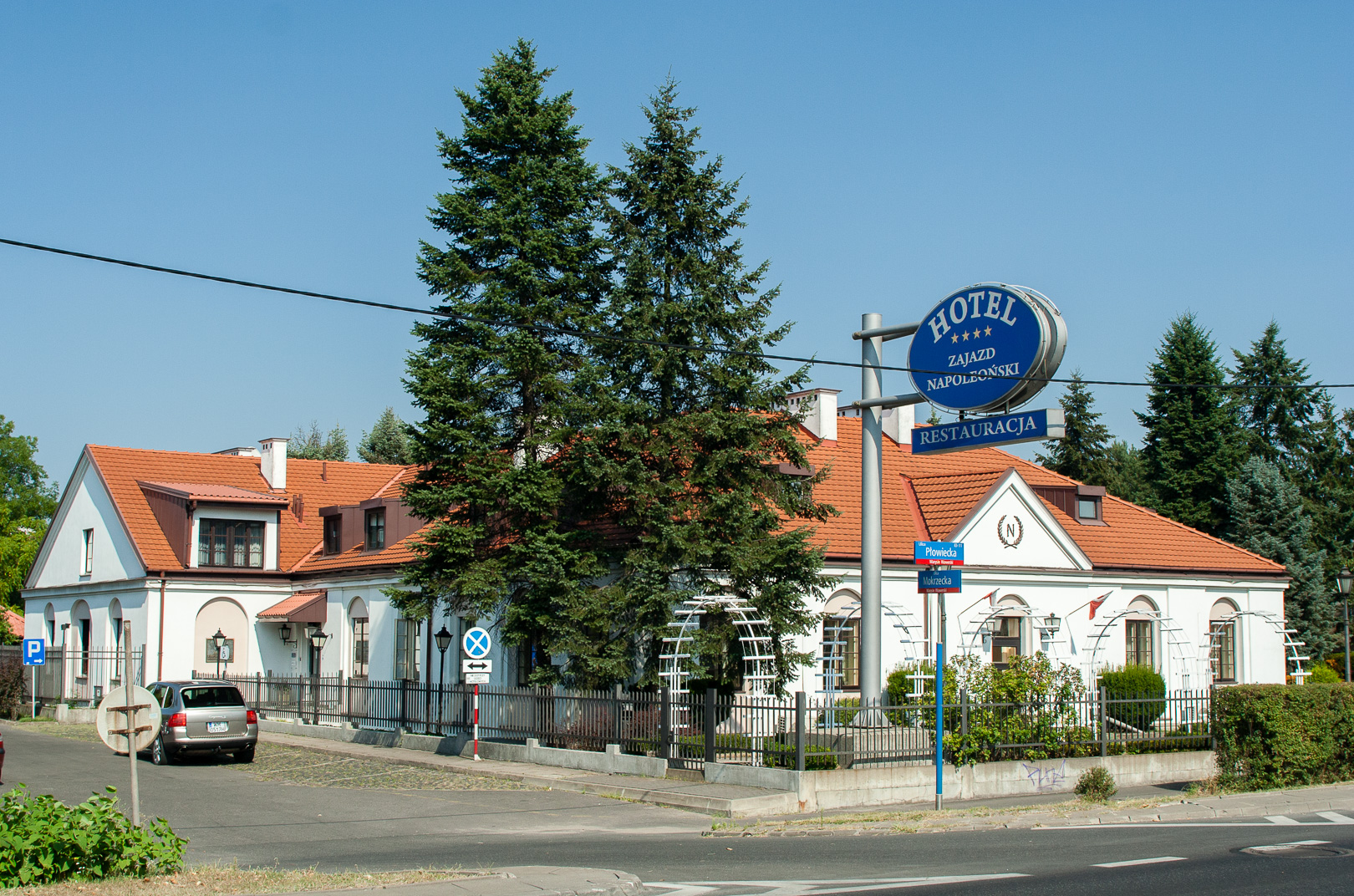
Austeria wawerska obecnie

Po wojnie budynek austerii przez dziesięciolecia był wykorzystywany na mieszkania kwaterunkowe, ulegając zagrzybieniu i zawilgoceniu, przynajmniej przez jakiś czas był też dodatkowo zlokalizowany w nim sklepik spożywczy. Stajnia natomiast stała się w końcu ruiną, nawet pomimo tego że właścicielka zajazdu z rodziny Morantowiczów odnajmowania ją przez jakiś czas na odlewnię żeliwa.
W 1965 roku obiekt został wpisany do rejestru zabytków.
W 1976 roku Urząd Dzielnicowy Praga-Południe podjął decyzję o wykwaterowaniu lokatorów w celu przeprowadzenia remontu. Generalny remont, a właściwie odbudowę przeprowadziła w latach 1980–1984 rodzina Walczyków (dzierżawiąca od 1981 roku zajazd od Skarbu Państwa), przekształcając dawną austerię w motel „Zajazd Napoleoński”.